# فیسکر پر
فیسکر پر (انگلیسی: Fisker Pear) یک کراس‌اوور است که توسط شرکت فیسکر اینک در حال مطالعه و طراحی است و برنامه‌ریزی شده‌است در سال ۲۰۲۴ تولید شود.